# Kaliwerk Bischofferode
Das Kaliwerk Bischofferode in Bischofferode, Thüringen förderte und verarbeitete von 1909 bis 1993 Kalisalze. Die massiven Proteste der Bergarbeiter im Vorfeld der Schließung machten das Werk Anfang der 1990er Jahre bundesweit bekannt.

## Vorgeschichte
In den 1890er Jahren fanden erste Aufsuchungsarbeiten nach Kalivorkommen südlich des Harzes statt. 1893 begann man mit dem Abteufen des Schachtes I der damaligen Gewerkschaft „Glückauf“ bei Sondershausen. Das Südharz-Kalirevier reichte bald von Bischofferode im Nordwesten und Volkenroda bei Menteroda im Südwesten bis in die Nähe von Göllingen im Osten und verfügte 1914 über 33 Schächte mehrerer Kaligesellschaften. Parallel zur Entwicklung im Südharz wurde etwa einhundert Kilometer südlich auch das Werra-Kalirevier erschlossen.

## Gewerkschaft Bismarckshall
Baubeginn des Kaliwerks der Gewerkschaft Bismarckshall bei Bischofferode war 1909. Aufgrund des reichhaltigen Kalivorkommens wurden zwei Schächte errichtet, Schacht 1 Weithmannshall wurde vom 4. Januar 1909 bis zum 3. Juni 1910 geteuft, der Schacht 2 Holungen vom 2. Januar 1910 bis zum 12. Dezember 1914. Die Salzförderung und -verarbeitung begann 1911. Bereits im Oktober 1908 wurde der Gleisanschluss des Werkes als Anschlussstrecke der Bahnstrecke Bleicherode–Herzberg eröffnet.

## Wintershall AG

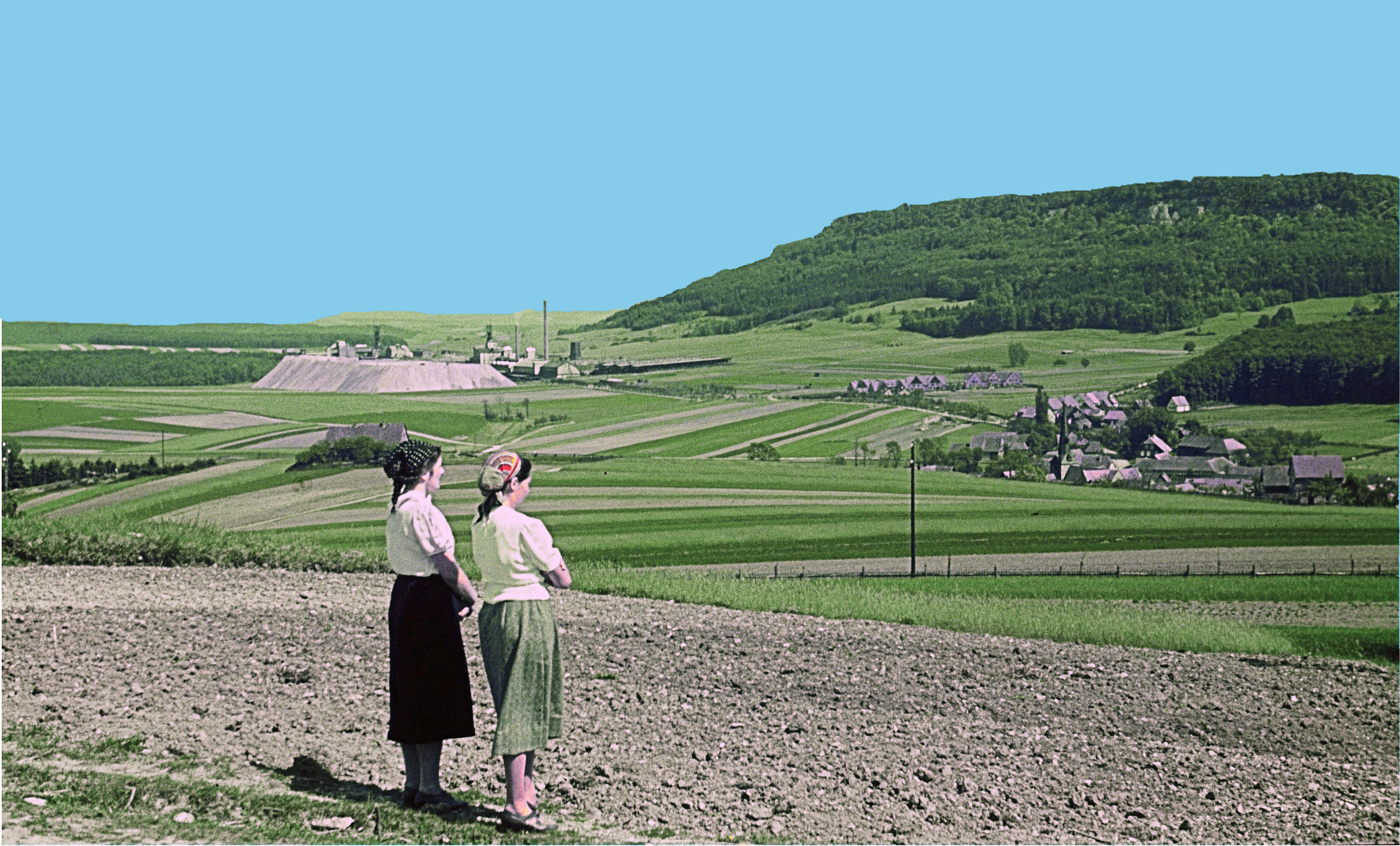
Kalibergwerk und Halde Bischofferode, rechts der Ort Holungen (1942)

1927 wurde das Werk von der Wintershall AG übernommen, die zu dieser Zeit die meisten der Thüringer Kaliwerke betrieb. Bis 1945 firmierte der Betrieb als Werk Bismarckshall der Wintershall AG. 1939 war das Kaliwerk Zulieferer für die deutsche Kriegswirtschaft und war damit der „Rüstungsindustriestufe SS“ gleichgesetzt. Es war in dieser Zeit das einzige Werk, welches 98- bis 99 %iges Kaliumchlorid mit höchstem Reinheitsgrad lieferte. Mit diesen Salzen konnten Sprengstoffe und andere für den Krieg wichtige Materialien produziert werden. 1940 trafen im Werk die ersten von etwa 200 Zwangsarbeitern aus Polen und Frankreich ein. 1944 wurde ein Lager für die Errichtung eines Außenkommandos des KZ Mittelbau-Dora bereitgestellt, in dem KZ-Häftlinge Verlade- und Reparaturarbeiten an V2-Raketen leisten mussten. Die Gefangenen des Kommandos wurden 1945 in Richtung des KZ Bergen-Belsen verbracht.

## SAG und Volkseigener Betrieb
Nach dem Ende des Zweiten Weltkrieges ruhte die Förderung für kurze Zeit. Wie alle Werke der Kaliindustrie auf dem Gebiet der Sowjetischen Besatzungszone wurde 1946 auch das Werk Bischofferode zunächst als Teil der Sowjetische Aktiengesellschaft (SAG) Kali in sowjetisches Eigentum überführt und die Wintershall AG enteignet. 1948 wurden die Kaliwerke des Harz-Kalireviers an die Länder Thüringen und Sachsen-Anhalt übergeben, woraus ein Jahr später die Vereinigung Volkseigener Betriebe (VVB) Kali- und Salze Halle (Saale) entstand. In der SAG Kali selbst verblieben nur die Werke an der Werra. 1952 wurden alle Werke der SAGs an die DDR übergeben und in der VVB Hauptverwaltung Kali- und Nichterzbergbau Berlin zusammengefasst, aus der 1958 die VVB Kali mit Sitz in Erfurt hervorging. Das Werk Bischofferode erhielt 1953 den Beinamen Thomas Müntzer und wurde zum wichtigsten Arbeitgeber in der Region. Von 1955 bis 1961 stieg die Zahl der Werktätigen von 25 auf fast 300. 1970 wurde das Werk Teil des VEB Kombinat Kali Sondershausen. 1977 bekam das Kalisalz für seine gleich bleibende Güte den K1-Preiszuschlag, zwei Jahre später bekam man das Gütezeichen „Q“. Wie viele Betriebe der DDR wurde auch das Kaliwerk Bischofferode im Rahmen der so genannten Konsumgüterproduktion verpflichtet, Bedarfsgüter herzustellen, die mit der originären Aufgabe der Kaliförderung und -verarbeitung nichts zu tun hatten. So war das Werk ab 1985 der alleinige Hersteller von Lehnenverstellern für den PKW Wartburg. Außerdem wurden Dachfenster hergestellt.
Bis 1971 erfolgte auch eine teilweise Rückbringung des Rückstandes durch Spülversatz unter Tage. Danach sollte nur noch eine oberirdische Ablagerung auf Halde erfolgen. Auf Grund der geographischen Situation im oberen Bodetal drohte eine Abriegelung des Tales unterhalb von Holungen mit nicht absehbaren Folgen. Es gründete sich eine Bürgerinitiative von Bürgern aus den betroffenen Ortschaften, um einen totalen Talverschluss zu verhindern.

## Mitteldeutsche Kali AG und Schließung

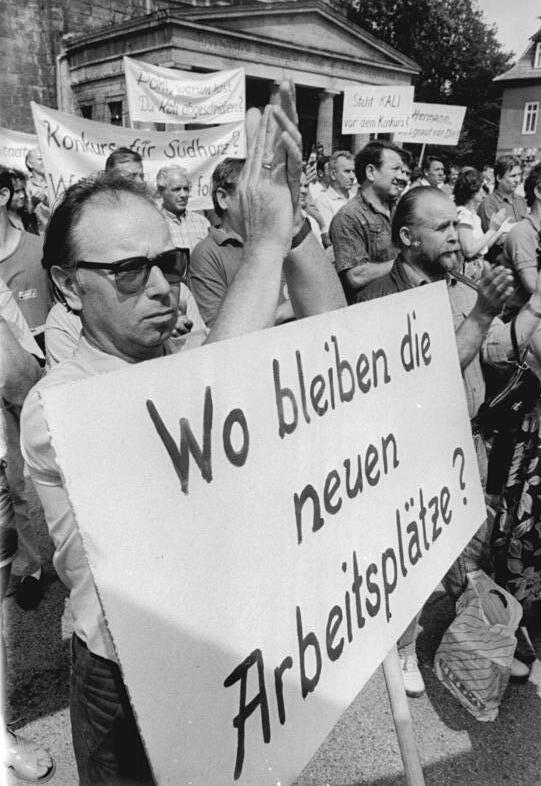
Demonstration gegen die Schließung der Kaliwerke des Südharz-Reviers (1990)

Mit der politischen Wende in der DDR wurde das volkseigene Kombinat Kali von der Treuhandanstalt im Rahmen des sogenannten „Kalivertrages“ als Kalisüdharz AG in die Mitteldeutsche Kali AG überführt, die im Zuge der bevorstehenden Fusion mit der K+S AG mit Sitz in Kassel kurz danach mit der Schließung der Kaliwerke begann. Das Kaliwerk war von großer Bedeutung für die anliegenden Dörfer und stellte zu dieser Zeit Arbeitsplätze für über 1.000 Menschen zur Verfügung. Die bevorstehende Schließung des Kaliwerkes sorgte damals bundesweit für Aufsehen, da die Kalikumpel mit vielen Aktionen, unter anderem Hungerstreiks und einem Marsch nach Berlin sowie der Parole „Bischofferode ist überall“ auf sich aufmerksam machten. Am 7. April 1993 besetzten 500 Bergleute das Werk Bischofferode bei laufender Produktion. Versuche, Export-Vereinbarungen mit indischen Unternehmen zu schließen, scheiterten. Nachdem am 22. Dezember 1993 die letzte Förderschicht gefahren wurde, wurde das Kaliwerk „Thomas Müntzer“ am 31. Dezember 1993 endgültig geschlossen. Seit Januar 1994 verwaltet die Gesellschaft zur Verwahrung und Verwertung von Bergwerksanlagen – GVV mbH das stillgelegte Kaliwerk.

## Wirtschaftliche Folgen der Schließung und Nachsorge
Den Bergleuten wurde unter Zahlung von Abfindungen gekündigt. Von den seitens der Thüringer Landesregierung versprochenen 700 Ersatzarbeitsplätzen wurden etwa 100 im eigens erschlossenen örtlichen Gewerbegebiet geschaffen, knapp zwei Dutzend Kali-Kumpel fanden dort eine neue Anstellung. Seit der Stilllegung der Grube hat Bischofferode 700 Einwohner verloren, infolge von Wohnungsleerstand wurden fünf Wohnblöcke von der Gemeinde abgerissen.
Die übertägigen Anlagen des Kaliwerkes wurden ab 1993 bis auf wenige Ausnahmen demontiert, die Schächte wurden verfüllt. Von 1994 bis 2012 wurden hierfür vom Freistaat Thüringen 181 Millionen Euro investiert. Die Kalihalde soll begrünt werden. Im ehemaligen Ambulatorium des Kaliwerkes wurde ein Museum eingerichtet. Kritiker bemängeln, dass mit den Maßnahmen abbauwürdige Vorräte, die für ein geschätztes halbes Jahrhundert Bergbau reichen würden, dauerhaft unzugänglich werden.

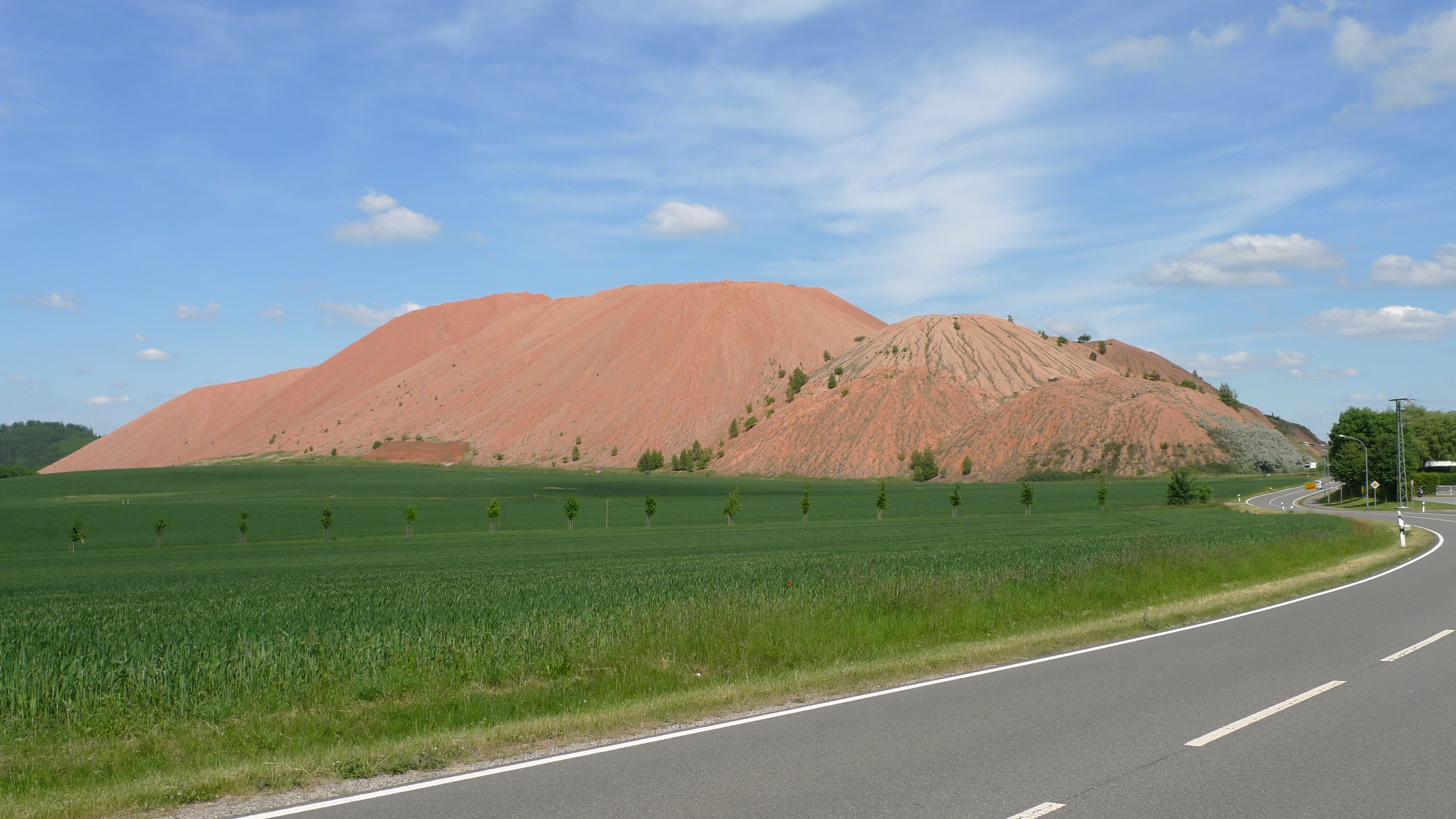
Halde des ehemaligen Kalibergwerkes
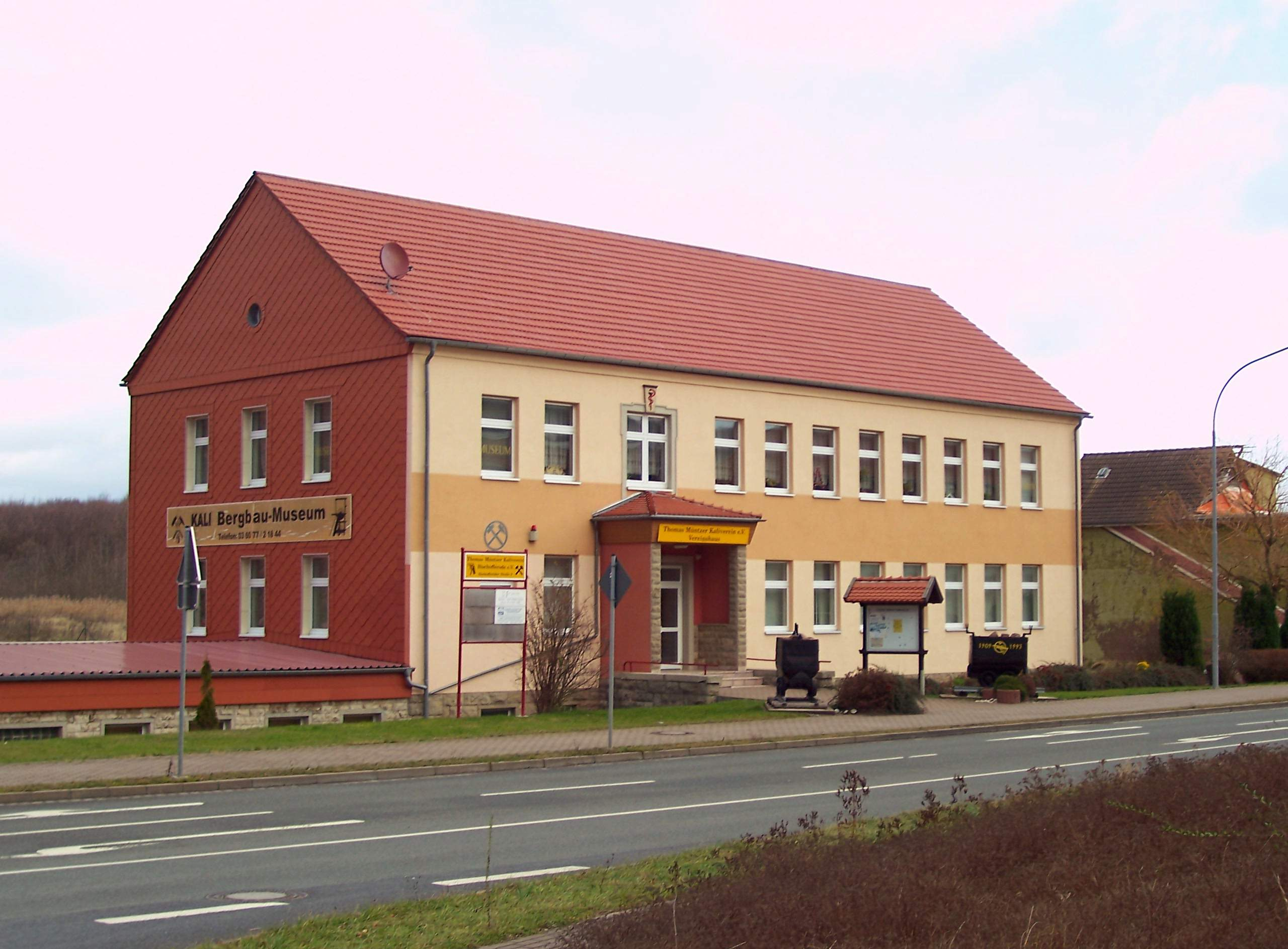
Bergbaumuseum
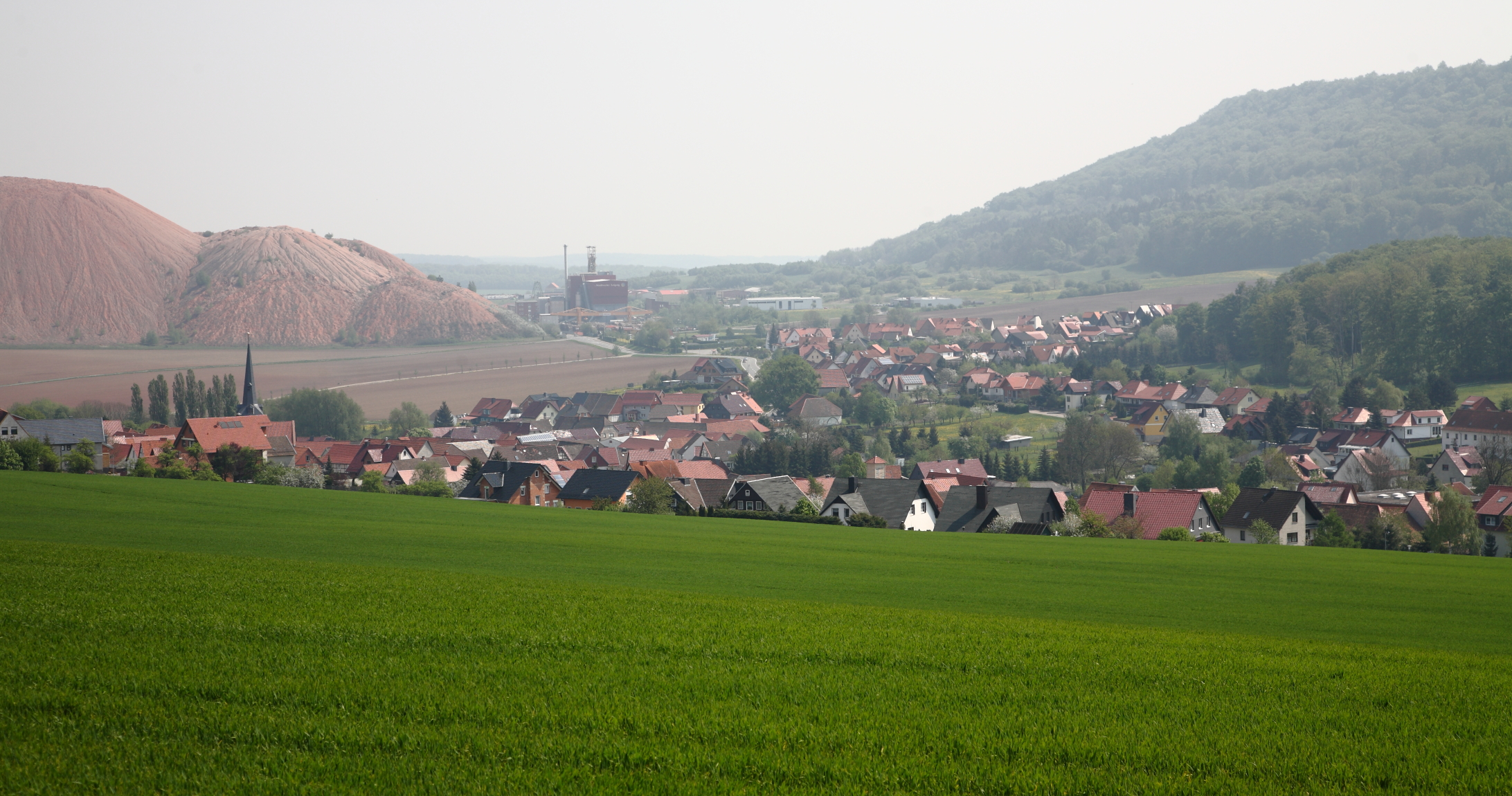
Kali-Abraumhalde mit Ort Holungen

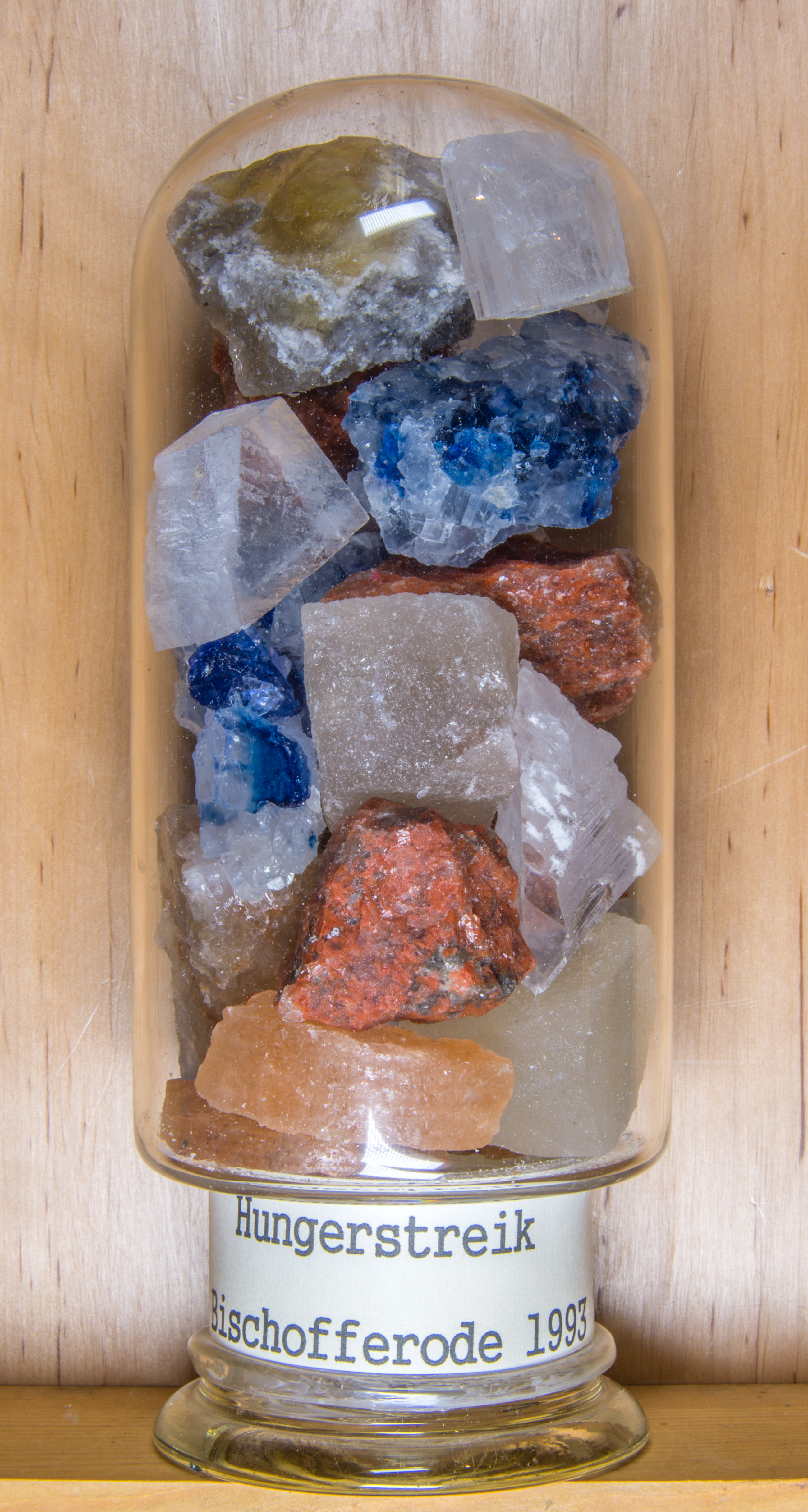
Ein Glas mit Salz erhielt 1993 jeder am Hungerstreik in Bischofferode beteiligte Bergmann.